# 리장 고성
리장 고성(丽江古城)은 중화인민공화국 윈난성, 리장 시의 구시가지로, 1997년 12월 3일 세계유산으로 등록되었다. 또한 리장 고성은 나시족에 의해서 건설되었다.

## 개요
나시족은 8세기, 현재의 칭하이성 부근에서 남하해 왔다고 전해진다. 남하 당시 마사조로 불리는 작은 나라를 건국했지만, 당나라에 의해 몽사조에 편입되었다. 그 후 인근의 티베트, 윈난의 소수민족의 영향을 받아 리장에 독자적인 경관을 만들어냈다. 이것이 현재의 구시가이다.
리장 구시가의 건축물은 대부분이 목조이다. 불교나 도교의 불상도 있고, 소수민족에 의해서 만들어진 리장 벽화가 남아있다. 남송 시대의 토사(토착관리), ‘목씨’에 의한 성벽도 남아 있었지만 1996년에 일어난 지진으로 붕괴되었다.
1997년 12월 3일 세계유산으로 등록되어 1996년에 발생한 지진 피해가 빠르게 복구 되었다.

## 등록기준
이 세계 유산은 세계유산 등록기준에 있어서의 아래의 기준을 만족시켰다고 보여 등록이 되었다.
- (ii) 역사상 또는 어느 문화권에 있어서 건축, 기술, 기념비적 예술, 계획, 경관 디자인의 발전에 관해 인류 가치의 중요한 교류를 나타내는 것.
- (iv) 인류의 역사상 중요한 시대를 예증하는 어떤 형식의 건조물, 건축물군, 기술의 집적, 또는 경관의 현저한 예.
- (v) 특히, 회복 곤란한 변화의 영향 하에서 손상되기 쉬운 상황에 있는 경우에 어느 문화(또는, 복수의 문화)를 대표하는 전통적 취락, 또는, 토지 이용의 현저한 예.

## 같이 보기
- 중화인민공화국의 세계유산